# Stackelbergia chloromyioides
Stackelbergia chloromyioides är en tvåvingeart som beskrevs av Pleske 1930. Stackelbergia chloromyioides ingår i släktet Stackelbergia och familjen vapenflugor. Inga underarter finns listade i Catalogue of Life.